# 韋提希
韋提希（いだいけ、Vaidehī ヴァイデーヒー）は、古代インドのまだ釈迦が存命の頃のマガダ国の頻婆娑羅（びんばしゃら、ビンビサーラ）王の妃。名古屋市 栄国寺に美麗な立像がある(開扉要予約)。夫と共に仏教を信仰した。韋提希夫人とも。韋提希はヴァイデーヒーの音写で、他の音写は毘提希など、訳としては思惟、勝妙身など。ヴァイデーヒーとは「毘提訶（ヴィデーハ〈Videha〉）出身の女性」を意味する言葉であり、本名については諸説ある。
一説にコーサラ国とカーシー国を統治していたプラセーナジット（波斯匿）王の妹といい、またその娘といわれる。またチベット仏教所伝によればヴィデーハ国の大臣・娑迦羅 Sakara は他の大臣の嫉妬により、瞿波離 Gopāla と、師子 Siṃha の二子と共に毘舎離（ヴァイシャリー）に遁れたが、のち師子は婆沙毘 Vasavī という娘を産んだ。これが本項でいう彼女でそれが本名だとして、ヴィデーハ国に関係していたからだという。
ビンビサーラ王と韋提希夫人の間に阿闍世（あじゃせ、アジャータシャトル）王子が生まれるが、後に阿闍世王子のクーデターによって父王が幽閉されると、韋提希は深く王の身の上を気遣い、自分の体を洗い清めて、小麦粉に酥蜜を混ぜたものを塗り、胸飾りの1つ1つにブドウの汁を詰めて、密かに王の許に行き、それを食べさせたという。
母である韋提希の行動を知った阿闍世は怒って、その剣を首筋に当てて王舎城（ラージャグリハ、Rājagṛha）から追い出し、同じように牢に幽閉させた。
『観無量寿経』は、この時の模様に基づいて書かれた経典である。こうして閉じ込められた韋提希は、悲と憂にやつれ、遠く耆闍崛山（ぎじゃくっせん、また霊鷲山＝りょうじゅさん、とも）の方に向かい、釈迦仏に礼拝したという。釈迦仏は神通を以ってこれを知り、弟子を遣わし、また自らも神通で赴いて、十方世界の浄土を示現すると、夫人は阿弥陀仏のいる極楽浄土を選ぶと、釈迦仏は十六観法を分かち、阿弥陀仏と極楽浄土の相状を説いたという。
韋提希はこの事件をきっかけとして、初めて自分自身の人生と自分自身の問題に向き合う。その争いの只中へ現れた釈迦の姿を仰ぎ見て、その足元に身を投げ出して声を上げて泣き伏し、ありったけの愚痴と怒と恨をぶつけ、韋提希の全てを象徴する物だった瓔珞を引きちぎってしまった。
「瓔珞」という考え方、「瓔珞」の生き方をしていた自己を、突然に嫌と言うほど知らされ、そこには真に恥ずべき自分がいる、それを韋提希は恥じたという。
釈迦仏は、このように狂ったように自分を責める韋提希を前にしてじっと耐え、ついに眉間の白毫から光を放った。釈迦の口から、色々な仏の姿や極楽の光景を目の当たりに見るため、あるいはこの世で阿弥陀仏に出会うための瞑想法を説きだされ、韋提希は自分が凡夫である事をよく覚った。
こうした歩みを通し、韋提希は自分自身と出会い、更にその韋提希に寄り添って立ち続け、待ち続ける釈迦の深い愛情に出会ったといわれる。
『観無量寿経』の意味を明らかにした善導は、釈迦に阿弥陀仏の世界を願う韋提希の歩みを、「懺悔・請問・放光・現国等」と整理している。